# Pennsbury Village
Pennsbury Village è una borough degli Stati Uniti d'America, nella contea di Allegheny nello Stato della Pennsylvania. Secondo il censimento del 2000 la popolazione è di 738 abitanti.

## Società

### Evoluzione demografica
La composizione etnica vede una prevalenza della razza bianca (95,93%), seguita quella afroamericana (1,63%), dati del 2000.
| borough di Pennsbury Village Popolazione |     |
| 2000                                     | 738 |
| Stima al 2009                            | 689 |